# Operacja Tidal Wave
Operacja Tidal Wave – atak powietrzny wykonany przez 177 bombowców Sił Powietrznych Armii Stanów Zjednoczonych (USAAF) stacjonujących w Libii i południowych Włoszech przeciwko dziewięciu rafineriom ropy naftowej wokół Ploeszti w Rumunii, który miał miejsce 1 sierpnia 1943 r. podczas II wojny światowej. Była to strategiczna misja bombowa i część „kampanii naftowej”, której celem było sparaliżowanie ruchów wojsk państw Osi poprzez odcięcie ich od dostaw paliw opartych na ropie naftowej. Według oficjalnych raportów amerykańskich misja zakończyła się „brakiem ograniczenia wydajności produkcji”.
Ta misja była jedną z najkosztowniejszych dla USAAF na Europejskim Teatrze Działań Wojennych z powodu utraty aż 53 samolotów i 660 członków załóg lotniczych. Był to proporcjonalnie do efektów najdroższy aliancki nalot w ciągu całej wojny, a jego data została później nazwana przez lotników „czarną niedzielą”. W uznaniu poświęcenia członkom załóg biorących udział w operacji Tidal Wave wręczono aż pięć Medali Honoru i 56 Krzyży Wybitnej Służby oraz wiele niższych odznaczeń.

## Przygotowania
Rumunia była znaczącą potęgą w przemyśle naftowym od XIX wieku. Był to jeden z największych producentów ropy w Europie, a wokół Ploeszti koncentrowała się znaczna część tej produkcji. Rafinerie ropy naftowej wokół tego miasta wyrabiało około 30% całkowitej produkcji ropy do wojsk państw Osi.

### Obrona przeciwlotnicza

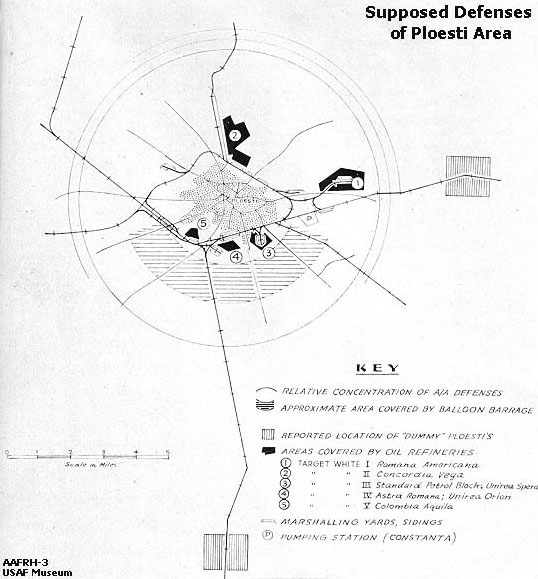
Przypuszczalny zarys obrony przeciwlotniczej obszaru Ploeszti 1 sierpnia 1943 r.

W czerwcu 1942 r. 13 bombowców B-24 Liberator w ramach „projektu Halverson” zaatakowało Ploeszti. Mimo że uszkodzenia były niewielkie, Niemcy i Rumuni odpowiedzieli, rozstawiając silną obronę przeciwlotniczą wokół miasta. Generał Luftwaffe Alfred Gerstenberg zbudował jedną z najcięższych i najlepiej zintegrowanych sieci obrony powietrznej w Europie. Obejmowała ona kilkaset dział kalibru 88 mm i 105 mm, a także wiele innych dział mniejszego kalibru. Te ostatnie były ukryte w stogach siana, wagonach kolejowych i atrapach budynków. Niemiecka i rumuńska artyleria przeciwlotnicza w Ploeszti składała się w sumie z 52 ciężkich (88 i 105 mm) 9 średnich (37 mm) i 17 lekkich (20 mm) baterii przeciwlotniczych. Zostały one podzielone pomiędzy niemiecką 5 Dywizję Przeciwlotniczą (30 ciężkich, 5 średnich i 7 lekkich baterii) oraz rumuńską 4 Brygadę Przeciwlotniczą (22 ciężkie, 2 średnie i 10 lekkich). Połowę siły niemieckiej 5 Dywizji stanowiły pododdziały rumuńskie. Państwa Osi posiadały też 52 myśliwce w zasięgu operacyjnym Ploeszti (dzienne myśliwce Messerschmitt Bf 109 i nocne Bf 110, a także różne typy rumuńskich myśliwców IAR-80). W obronie Ploeszti Królewskie Rumuńskie Siły Powietrzne dysponowały samolotami z 5 eskadr: 61 (IAR 80B), 62 (IAR 80B), 45 (IAR 80C), 53 (Bf 109G) i 68 (Bf 110). Obrona ta uczyniła Ploeszti trzecim lub czwartym najsilniej bronionym miastem w Europie, po Berlinie i Wiedniu lub Zagłębiu Ruhry, a tym samym najsilniej bronionym obiektem państw Osi poza III Rzeszą.

### Plan misji

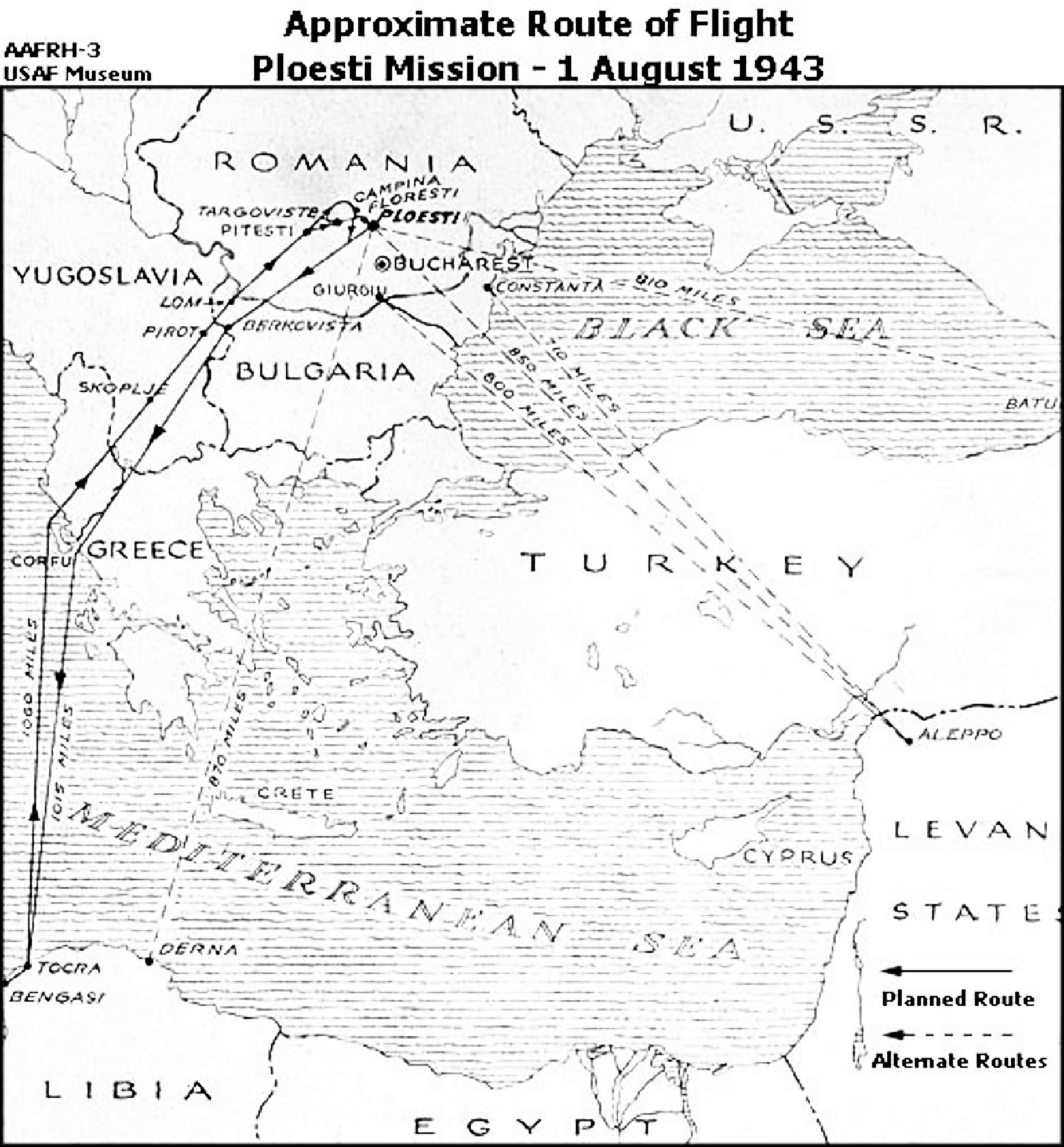
Przybliżona trasa lotu bombowców do Ploeszti 1 sierpnia 1943 r.

Amerykańska 9 Armia Powietrzna (98 i 376 Grupa Bombowa) była odpowiedzialna za przeprowadzenie nalotu, a częściowo utworzona 8 Armia Powietrzna dostarczyły trzy dodatkowe grupy bombowe (44, 93 i 389). Wszystkimi wykorzystanymi w akcji bombowcami były B-24 Liberator.
Płk Jacob E. Smart zaplanował operację w oparciu o doświadczenia amerykańskiego lotnictwa z kampanii afrykańskiej, gdzie napotykano minimalny poziom obrony przeciwlotniczej podczas nalotów, więc planiści zdecydowali, że operacja Tidal Wave zostanie przeprowadzona w dzień, a atakujące bombowce zbliżą się do celu na niskiej wysokości, aby uniknąć wykrycia przez niemieckie radary. Szkolenie załóg obejmowało obszerne zapoznanie się ze szczegółowymi modelami piaskowymi celów, które miały zostać zbombardowane, ćwiczenia nalotu na makietę celu rozstawioną na Pustyni Libijskiej i ćwiczenia praktyczne wykonane na kilku drugorzędnych celach w lipcu, aby udowodnić wykonalność ataku na tak niskim pułapie. Bombowce, które miał być użyte w operacji, zostały ponownie wyposażone w powiększone zbiorniki paliwa obejmujące część przedziału bombowego, aby zwiększyć ich pojemność do 3100 galonów.
Do operacji wyznaczono 178 bombowców z łącznie 1751 członkami załóg lotniczych, co stanowiło jeden z największych wysiłków amerykańskich ciężkich bombowców i załóg do tej pory. Samoloty miały latać z lotnisk w pobliżu Bengazi w Libii, przekroczyć Morze Śródziemne i Adriatyk, minąć wyspę Korfu, przejść ponad górami Pindos w Albanii, a następnie przez południową Jugosławię, wejść do południowo-zachodniej Rumunii i skręcić na wschód w kierunku Ploeszti. Dotarłszy tam, lotnicy mieli zlokalizować wcześniej określone punkty kontrolne, zbliżyć się do swoich celów od północy i zaatakować wszystkie cele jednocześnie. Z powodów politycznych planiści alianccy postanowili ominąć samo miasto Ploeszti, aby nie zostało przypadkowo zbombardowane.

## Przelot do Rumunii

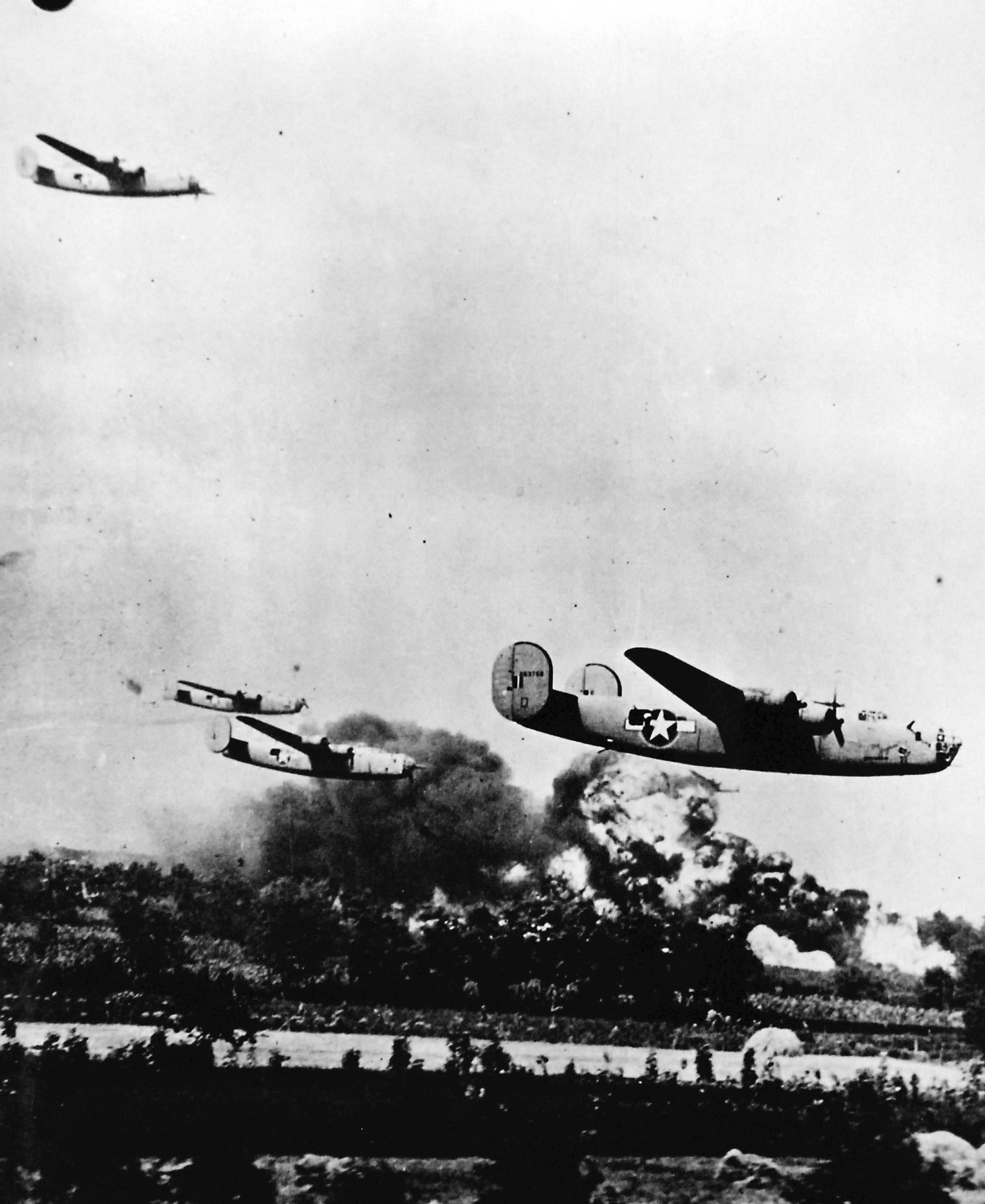
Bombowce B-24 Liberator na małej wysokości zbliżają się do rafinerii ropy naftowej w Ploeszti

Wczesnym rankiem 1 sierpnia 1943 r. pięć grup wchodzących w skład siły uderzeniowej zaczęło startować z lotnisk wokół Bengazi. Duże ilości pyłu i piasku podniesionego podczas startu spowodowały ograniczenie widoczności i dodatkowo obciążyły silniki maszyn, już podnoszące cały ładunek dużych bomb i dodatkowe paliwo. Warunki te przyczyniły się do utraty jednego samolotu podczas startu, ale 177 z planowanych 178 samolotów bezpiecznie odleciało.
Formacja dotarła do Morza Adriatyckiego bez dalszych incydentów; jednak samolot o numerze taktycznym 28, nazwany przez załogę Wongo Wongo, należący do 376 Grupy Bombowej (grupa prowadząca całą formację, składająca się około 40 B-24), pilotowany przez por. Briana Flavelle’a, utracił regularność lotu i w końcu spadł do morza z niewyjaśnionych przyczyn. Por. Guy Iovine, przyjaciel Flavelle’a i pilot samolotu nr 23 Desert Lilly, wyszedł z formacji, by poszukać ocalałych, również zaginionego chwilę później drugiego samolotu Brewery Wagon pilotowanego przez por. Johna Palma. Na wodzie nie było jednak widać żadnych ocalałych, a z powodu obciążenia maszyny dodatkowym paliwem, Iovine nie był w stanie odzyskać wymaganej wysokości, aby ponownie dołączyć do formacji i wznowić kurs do Ploeszti, dlatego zdecydował się na powrót do bazy.
Wynikające z tego zamieszanie spotęgowało niezdolność do odzyskania spójności szyku z powodu nakazu zachowania ścisłej ciszy radiowej. Jeszcze dziesięć innych załóg zawróciło po wczesnych incydentach, a pozostałe samoloty znalazły się naprzeciwko wznoszących się na wysokości 2700 m wierzchołków gór Pindus, które były spowite chmurami. Chociaż wszystkie pięć grup osiągnęło ok. 3700 m, 376 i 93 Grupa Bombowa, wykorzystując ustawienia silników pracujących na dużej mocy, przesunęły się przed formacje końcowe, powodując różnice w prędkości i czasie, które zakłócały staranną synchronizację ataków grupowych, uznaną za tak ważną przez projektanta operacji płk. Smarta. Liderzy misji uznali te obawy za mniej ważne niż utrzymanie bezpieczeństwa przez ciszę radiową. Amerykanie nie wiedzieli, że Niemcy spodziewali się ich obecności, choć nie znali dokładnego celu ataku. Chociaż rozkazy pozwalały lotnikom przerwać ciszę radiową w celu odbudowania formacji, nadal była ona przestrzegana, co okazało się wkrótce bardzo kosztowne.
Chociaż podejście do Pitești było bardzo trudne, wszystkie pięć grup osiągnęło punkt kontroli nawigacyjnej 105 km od Ploeszti. W Câmpina 389 Grupa Bombowa odeszła zgodnie z planem, aby wykonać zsynchronizowane podejście do celu misji. Kontynuując lot za Pitești, płk Keith K. Compton i gen. Uzal Ent popełnili kosztowny błąd nawigacyjny. W Târgoviște, w połowie drogi do następnego punktu kontrolnego we Florești, Compton podążył za niewłaściwą linią kolejową do swojego skrętu w kierunku Ploeszti, kierując swoją grupę i 93 Grupę Bombową płk. Addisona Bakera na kurs do Bukaresztu. Ent i Compton działali przy tym wbrew radom nawigatora swojego samolotu i weterana „projektu Halverson”, kpt. Harolda Wicklunda. W obliczu nadchodzącej katastrofy wiele załóg postanowiło przerwać ciszę radiową i zwrócić uwagę na popełniony błąd nawigacyjny; pierwszym, który to zrobił, był radiooperator John Tucholski. Tymczasem obie grupy musiały zmierzyć się z rozległą obroną powietrzną Gerstenberga wokół Bukaresztu, niezależną od tej, która czekała na nich w okolicach Ploeszti.

## Ataki
Samolot Hell’s Wench, którym sterował ppłk Baker i jego drugi pilot mjr John L. Jerstad (ten drugi odbył już pełną kolejkę lotów nad Niemcami), został bezpośrednio trafiony pociskiem z działa przeciwlotniczego. Zrzucił bomby w przypadkowym miejscu, aby pomimo uszkodzeń móc lecieć z dotychczasową prędkością i utrzymać pozycję lidera formacji nad celem w rafinerii Columbia Aquila. Pomimo ciężkich strat 93 Grupy Bombowej, Baker i Jerstad utrzymywali kurs do samego celu i po zrzuceniu całego ładunku bomb przez ocalałe samoloty, zaczęli się wycofywać. Zdając sobie sprawę, że samolot nie jest już sterowny, wznosili się, aby pozwolić załodze na skok ze spadochronem. Chociaż nikomu się to nie udało, Baker i Jerstad zostali pośmiertnie nagrodzeni Medalami Honoru za podjęcie tych działań.
Mjr Ramsay D. Potts lecący samolotem The Duchess i mjr George S. Brown na pokładzie Queenie, widząc ciemny dym nad Columbia Aquila, poprowadzili dodatkowe samoloty 93 Grupy Bombowej i z powodzeniem zrzucili bomby na rafinerie Astra Romana, Unirea Orion i Columbia Aquila. W sumie 93 Grupa Bombowa straciła 11 samolotów nad swoimi celami w Ploeszti. Jeden z bombowców, Jose Carioca, został zestrzelony przez rumuński myśliwiec IAR 80, który wykonał półpętlę i szybko przemieścił się pod B-24, lecąc do góry nogami i omiatając jego brzuch pociskami z działka. Spadając, bombowiec uderzył w więzienie dla kobiet w Ploeszti. Ze 100 cywilów zabitych i 200 rannych w tym nalocie, około połowa zginęła lub odniosła rany właśnie wtedy, gdy ten trzypiętrowy budynek stanął w płomieniach i zawalił się. Czterdzieści kobiet przeżyło, ale nikt nie ocalał z załogi Jose Carioca.

### Atak na Concordia Vega i pierwszy atak na Steaua Română
Obrona powietrzna była bardzo ciężka nad celem 376 Grupy Bombowej w Câmpina, więc gen. Ent polecił Comptonowi zaatakować „cele wedle możliwości” (ang. targets of opportunity). Większość z bombowców tej grupy zbombardowała rafinerię Steaua Română w Câmpina od wschodu, a pięć maszyn skierowało się bezpośrednio do już tlącego się pożaru nad rafinerią Concordia Vega. W Câmpina obrona przeciwlotnicza na okolicznych wzgórzach mogła strzelać do formacji z bliskiej odległości.

### Ataki na Astra Română i Columbia Aquila

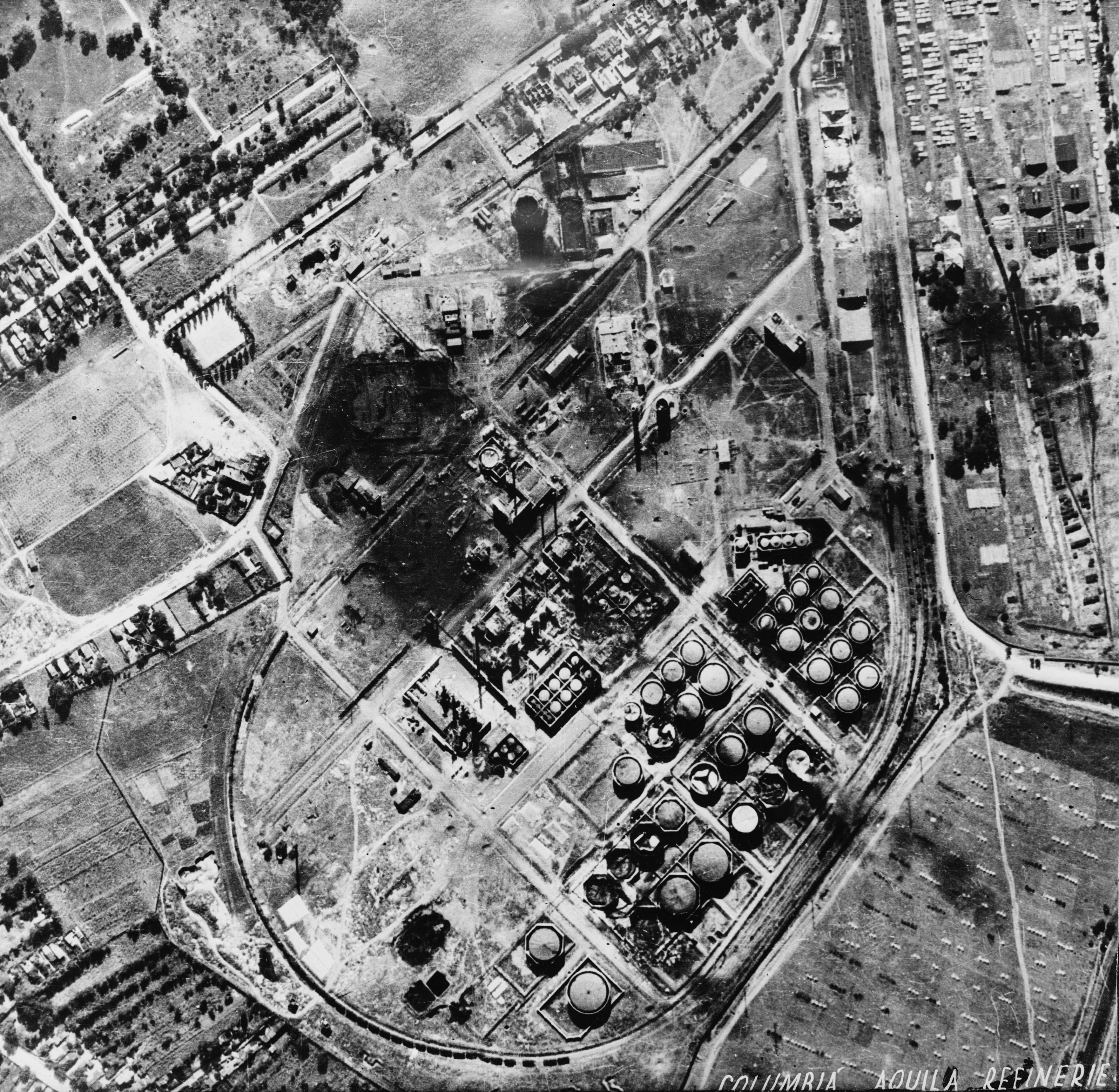
Rafineria Columbia Aquila po bombardowaniu, z widocznymi kraterami bombowymi, w dużej mierze nietknięta

Z 93 i 376 Grupą Bombową operującymi nad obszarem docelowym, płk John R. Kane z 98 Grupy Bombowej i płk Leon W. Johnson z 44 Grupy Bombowej wykonali zalecany zwrot we Florești i podeszli do swoich celów w Astra Romana i Rafinerie Columbia Aquila. Obie grupy zastały obronę niemiecką i rumuńską w pełnej gotowości, a także stanęły w obliczu szalejących już pożarów ropy naftowej, silnego dymu, wtórnych eksplozji oraz detonacji bomb o opóźnionym zapłonie zrzuconych przez 93 Grupę Bombową Bakera podczas ich wcześniejszego przelotu. Zarówno podejście Kane’a, jak i Johnsona, równoległe do linii kolejowej Florești-Ploeszti, miało niefortunne rozróżnienie, gdy natknęło się na zamaskowany pociąg przeciwlotniczy Gerstenberga. Na najniższym możliwym pułapie, czy na wysokości wierzchołków drzew, około 15 m nad ziemią, 98 Grupa poleciała na lewo od pociągu, a 44 Grupa po prawej. Dzięki temu boczni strzelcy pokładowi w bombowcach szybko zareagowali na zagrożenie, ogniem karabinów maszynowych wyłączając z walki lokomotywę i zabijając wielu członków załóg dział przeciwlotniczych umieszczonych w wagonach.

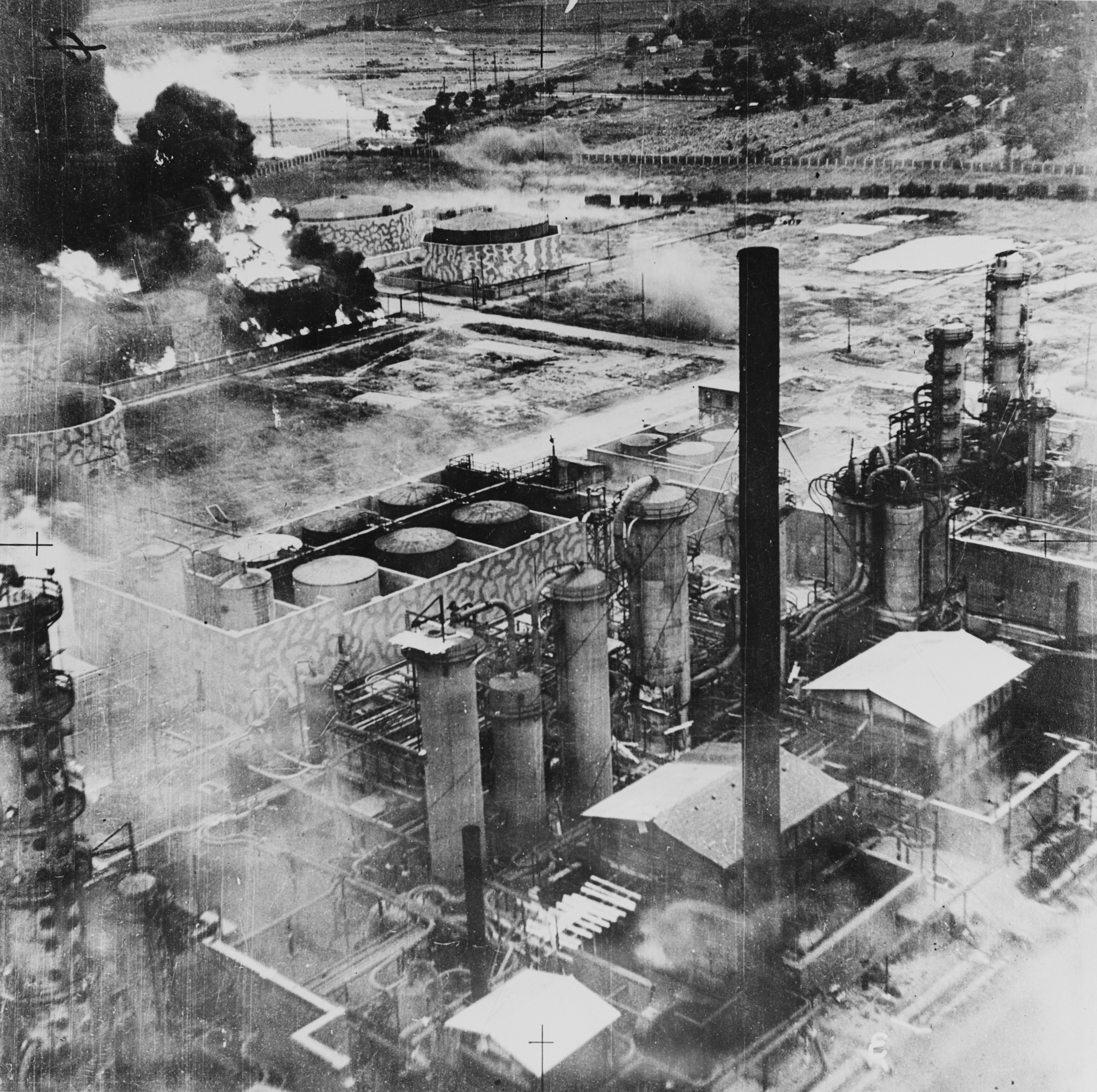
Rafineria Columbia Aquila pali się po amerykańskim nalocie

Pomimo że efekty nalotów 93 i 376 Grupy Bombowej powodowały trudności w zlokalizowaniu i bombardowaniu ich głównych celów, zarówno Kane, jak i Johnson nie odbiegali od zamierzonych zadań, ponosząc przy tym duże straty. Niski pułap przy podejściu pozwolił strzelcom pokładowym na ciągłe ostrzeliwanie z karabinów maszynowych załóg naziemnej obrony przeciwlotniczej bezpośrednio nad ich celami. Za przywództwo i heroizm obaj oficerowie zostali odznaczeni Medalami Honoru. Ppłk James T. Posey wziął 21 z 44 samolotów na osobny atak przeciwko rafinerii Creditul Minier w Brazi na południe od Ploeszti. Chociaż baterie obrony przeciwlotniczej już mocno związały się walką z 93 Grupą Bombową, Posey został przywitany ogniem z tych samych stanowisk. Utrzymanie ciągłego podejścia z niskiego pułapu do obszaru docelowego spowodowało, że niektóre wciąż mocno obciążone samoloty przelatywały przez wysoką trawę, a uszkodzenia powodowane były przez przeszkody spotykane na ziemi. Poseyowi i jego samolotom – wyposażonym w cięższe bomby o masie 450 kg – udało się znaleźć swoje cele w Creditul Minier, bez utraty formacji.

### Drugi atak na Steaua Română
Ostatnim atakiem w ramach operacji Tidal Wave było zbombardowanie rafinerii Steaua Română (13 km na północny zachód od Ploeszti) w Câmpina. Atak 376 i 389 Grupy Bombowej poprowadzony przez płk. Jacka Wooda był jedynym w toku całej operacji, który doprowadził do na tyle poważnego uszkodzenia rafinerii, że ta nie wznowiła produkcji do końca wojny. 389 Grupa Bombowa straciła cztery samoloty nad obszarem docelowym, w tym Ole Kickapoo pilotowany przez por. Lloyda Herberta Hughesa. Po zrzuceniu bomb z Ole Kickapoo zaledwie 90 m nad obszarem docelowym ich detonacja podpaliła wyciek paliwa z bombowca. Hughes utrzymywał kurs, a następnie wylądował awaryjnie w korycie rzeki. Hughes (który pośmiertnie otrzymał Medal Honoru) i pięciu członków załogi zginęło, czterech przeżyło katastrofę, ale zmarło z odniesionych ran, a dwóch amerykańskich strzelców dostało się do rumuńskiej niewoli.

### Bułgarskie Siły Powietrzne
W drodze powrotnej nad Bułgarią B-24 zostały przechwycone przez trzy grupy myśliwców, 10 Bf 109 z Karłowa, cztery Avia B-534 z Bożuriszte i 10 Avia B-534 z lotniska Wrażdebna pod Sofią. Piloci: ppor. Petyr Boczew (pięć zwycięstw), kpt. Szczudomir Toplodolski (cztery zwycięstwa), por. Stojan Stojanow (pięć zwycięstw) i ppor. Hristo Krastew (jedno zwycięstwo) zdobyli w tej akcji pierwsze zestrzelenia dla Bułgarskich Sił Powietrznych w II wojnie światowej. Nowe asy myśliwskie zostały później odznaczone przez cara Bułgarii Borysa III Orderem Waleczności, który przyznano wtedy po raz pierwszy od 25 lat. Krzyże Żelazne dla bułgarskich pilotów nadeszły miesiąc później z niemieckiej ambasady.

## Rezultat
Tylko 88 bombowców B-24 wróciło do Libii, z czego 55 odniosło uszkodzenia w bitwie. Straty obejmowały 44 samoloty zestrzelone przez obronę przeciwlotniczą i dodatkowe B-24, które spadły do Morza Śródziemnego lub zostały internowane po wylądowaniu w neutralnej Turcji. Niektóre zostały skierowane na lotnisko RAF-u na Cyprze.
Zginęło 310 członków amerykańskich załóg lotniczych, 108 zostało schwytanych przez Niemców, Rumunów lub Bułgarów, 78 było internowanych w Turcji, a czterech zostało uratowanych przez partyzantów Tity w Jugosławii. Trzy z pięciu Medali Honoru (najwięcej przyznanych za jedną akcję powietrzną w całej historii tego odznaczenia) przyznano pośmiertnie. Alianci oszacowali na 40% utratę zdolności produkcyjnej w rafineriach wokół Ploeszti, chociaż niektóre z nich były w dużej mierze nietknięte. Większość szkód została naprawiona w ciągu kilku tygodni, po których produkcja netto paliwa była większa niż przed nalotem. Około września ocena szkód spowodowanych przez bombardowania dokonania przez Enemy Oil Committee wskazała „brak ograniczenia wydajności produkcji”, ponieważ wiele rafinerii działało wcześniej poniżej swojej maksymalnej wydajności.
Królewskie Rumuńskie Siły Powietrzne przeprowadziły 59 lotów w czasie trwania operacji Tidal Wave, a Luftwaffe 89. Amerykanie stracili 53 liberatory (w tym 8, które wylądowały w Turcji i zostały skonfiskowane), a 55 zostało uszkodzonych. Rumuni zgłosili 20 potwierdzonych lub prawdopodobnych zwycięstw w powietrzu w zamian za utratę jednego IAR 80B i jednego Bf 110, a 15 kolejnych zestrzeleń zgłosiła rumuńska obrona przeciwlotnicza. Rumuńskie twierdzenia, nawet optymistyczne, wypadają korzystnie w porównaniu z amerykańskimi stratami, a system potwierdzania zwycięstw powietrznych Królewskich Rumuńskich Sił Powietrznych był bardziej rygorystyczny niż system Luftwaffe. Straty niemieckie wyniosły pięć samolotów. Amerykańska 9 Armia Powietrzna została wyparta z tego teatru działań wojennych.

## Następstwa
Zachodni alianci przeprowadzili kilka ataków lotniczych na terytorium Rumunii. Do sierpnia 1944 r. Królewskie Rumuńskie Siły Powietrzne i obrona przeciwlotnicza zestrzeliły 223 amerykańskie i brytyjskie bombowce oraz 36 myśliwców. Rumuńskie straty za ten czas wyniosły 80 samolotów. Piloci Luftwaffe zestrzelili 66 kolejnych samolotów zachodnich aliantów. Łączna liczba ofiar wśród alianckich lotników nad Rumunią w toku całej wojny wyniosła 1706 zabitych i 1123 schwytanych.